# رطوبت‌سنج (دستگاه)

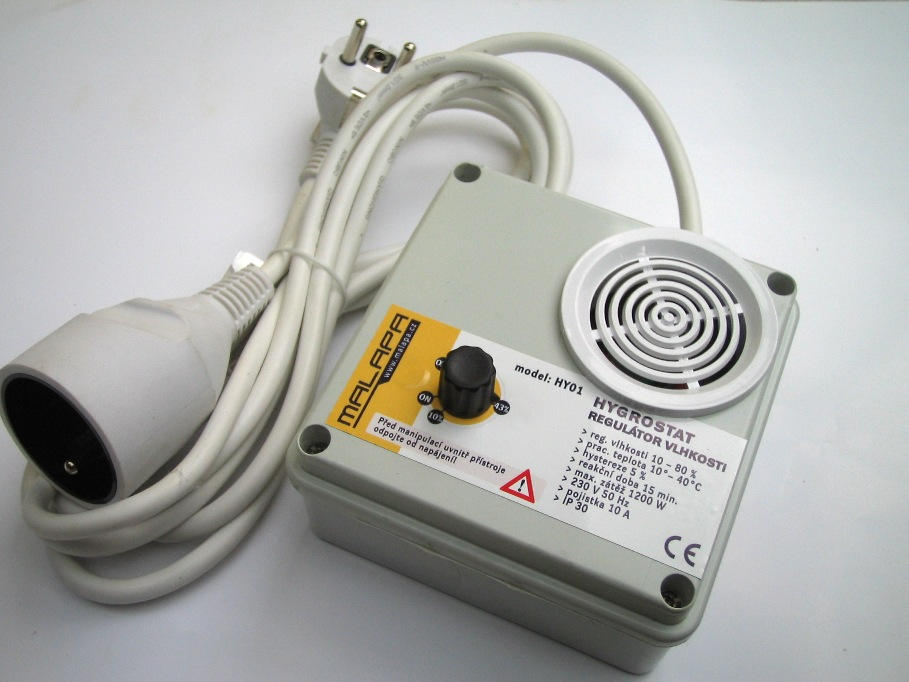
یک رطوبت‌سنج الکترومکانیکی

رطوبت‌سنج (به انگلیسی: Humidistat) یک دستگاه الکترونیکی مشابه ترموستات است که به جای دما، به رطوبت نسبی پاسخ می‌دهد. رطوبت‌سنج‌ها معمولاً در دستگاه‌های رطوبت‌گیر، رطوبت ساز یا سیستم‌های تهویه مطبوع نصب می‌شوند.

## کاربردها
رطوبت‌سنج‌ها در برخی از دستگاه‌ها از جمله رطوبت‌گیر، رطوبت ساز و اجاق‌های مایکروویو استفاده می‌شوند. در دستگاه‌های رطوبت ساز و رطوبت‌گیر، رطوبت‌سنج در جایی استفاده می‌شود که شرایط رطوبت نسبی ثابت نیاز باشد، مانند سردخانه، گلخانه یا انبارهای با دما و رطوبت کنترل‌شده. رطوبت‌سنج‌ها از نم‌سنج (Hygrometer) استفاده می‌کنند اما یکسان نیستند. رطوبت‌سنج عملکرد سوئیچ دارد، ولی نم‌سنج فقط یک ابزار اندازه‌گیری است.